# Tilișca
Tilișca là một xã thuộc hạt Sibiu, România. Dân số thời điểm năm 2002 là 1691 người.